# Эдвардс, Шон

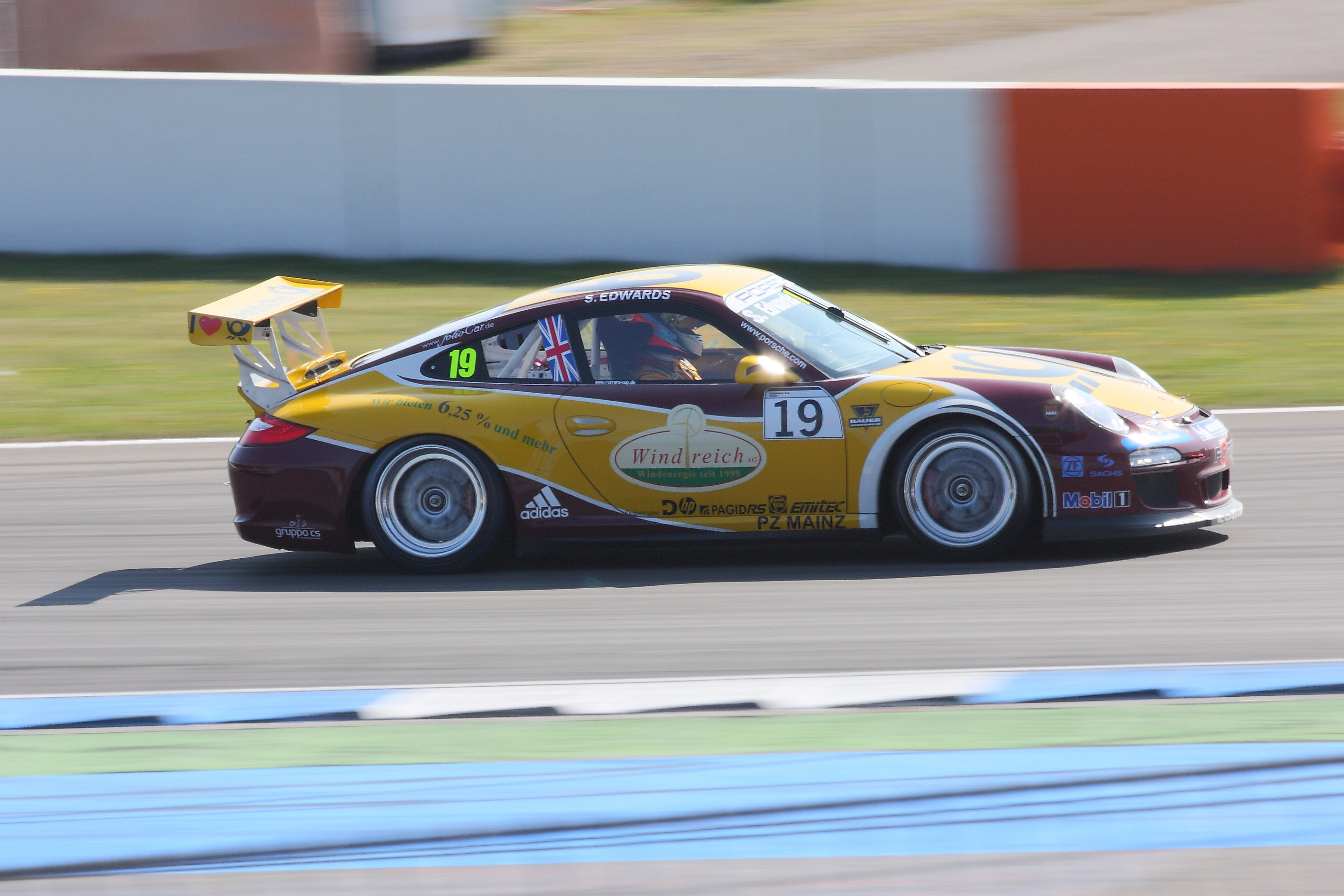
Эдвардс на этапе Суперкубка Порше на Нюрбургринге в 2010 году

Шон Лоуренс Гай Эдвардс (англ. Sean Lawrence Guy Edwards; 6 декабря 1986, Лондон — 15 октября 2013, Ипсуич, Квинсленд) — британский профессиональный автогонщик, выступавший также под гоночной лицензией Монако, участник гонок кузовных автомобилей, победитель европейского чемпионата FIA GT3 (2006), автомарафонов «24 часа Дубая» (2012, 2013) и «24 часа Нюрбургринга» (2013), серебряный призёр Немецкого кубка Порше (2011, 2012) и Суперкубка Порше (2013, посмертно).

## Ранние годы
Родился в семье автогонщика Гая Эдвардса. Проходил обучение в Wellington College и Cherwell College в Оксфорде. Проживал в Монако.

## Гоночная карьера
Эдвардс начал выступления в гонках с одиннадцати лет, приняв участие в соревнованиях по картингу.
В 2003 году он занял четвёртое место в британском чемпионате Формулы-Форд, в 2004 году — пятое место в британском чемпионате Формулы-Рено, в 2005 году — пятое место в британском чемпионате GT.
Переехав в Монако, он в разные годы принимал участие в европейском чемпионате FIA GT3, Суперкубке Порше, Американской серии Ле-Ман.
В мае 2013 года он вместе с Берндом Шнайдером, Йеруном Блекемоленом и Ники Тимом одержал победу в гонке «24 часа Нюрбургринга».
В 2012 году Эдвардс принял участие в съемках фильма Рона Ховарда «Гонка», рассказывающего о противоборстве Джеймса Ханта и Ники Лауды в 1976 году, а также снялся в роли своего отца в нескольких эпизодах, в том числе в сцене спасения Ники Лауды из горящего автомобиля на Гран-При Германии 1976 года.

## Смерть
Шон Эдвардс погиб 15 октября 2013 года во время частных тестов на автодроме Queensland Raceway, в которых он участвовал в качестве инструктора. Porsche 996 под управлением 20-летнего гонщика-любителя Уилла Хольцхаймера, пробив защитный барьер из покрышек, врезался в бетонную стену и загорелся. Смерть Эдвардса, сидевшего на месте пассажира, наступила практически мгновенно. Автомобиль был повреждён так сильно, что спасателям потребовалось три часа, чтобы извлечь из него Хольцхаймера, который был госпитализирован в критическом состоянии.

## Результаты выступлений
| Легенда к таблице |                                                                    |
| --- | ------------------------------------------------------------------ |
| В таблице перечислены результаты всех гонок, в которых принимал участие гонщик. Строками таблицы являются сезоны, столбцами — этапы соревнований. В каждой клетке указаны сокращённое название этапа и результат, дополнительно обозначенный цветом. Расшифровка обозначений и цветов представлена в нижеследующей таблице. |                                                                    |
| \| Пример \| Описание \| \| ------------ \| ------------------------------------------------------------------ \| \| 1 \| Победитель \| \| 2 \| Второе место \| \| 3 \| Третье место \| \| 5 \| Финишировал, заработав очки \| \| Сход \| Не финишировал, но при этом заработал очки \| \| 12 \| Финишировал, не получив очков \| \| НКЛ \| Финишировал, но не попал в финальную классификацию \| \| 15 \| Участвовал вне зачёта, либо по отдельной классификации \| \| 18 \| Не финишировал, но попал в финальную классификацию \| \| Сход \| Не финишировал \| \| НКВ \| Не прошёл квалификацию \| \| НПКВ \| Не прошёл предквалификацию \| \| ДСК \| Дисквалифицирован \| \| ИСК \| Исключён из протокола соревнований \| \| ТТ \| Заявлен для участия только в тренировках \| \| НС \| Участвовал в квалификации, но не стартовал в гонке \| \| Т \| Травмирован или болен \| \| ОТК \| Отказ от участия \| \| НТР \| Прибыл на соревнования, но на трассу не выезжал \| \| НПР \| Был заявлен в числе участников, но не прибыл к началу соревнований \| \| О \| Соревнования отменены \| \| \| Не участвовал \| \| Поул-позиция \| \| \| Быстрый круг \| \| |                                                                    |
| Пример | Описание                                                           |
| 1 | Победитель                                                         |
| 2 | Второе место                                                       |
| 3 | Третье место                                                       |
| 5 | Финишировал, заработав очки                                        |
| Сход | Не финишировал, но при этом заработал очки                         |
| 12 | Финишировал, не получив очков                                      |
| НКЛ | Финишировал, но не попал в финальную классификацию                 |
| 15 | Участвовал вне зачёта, либо по отдельной классификации             |
| 18 | Не финишировал, но попал в финальную классификацию                 |
| Сход | Не финишировал                                                     |
| НКВ | Не прошёл квалификацию                                             |
| НПКВ | Не прошёл предквалификацию                                         |
| ДСК | Дисквалифицирован                                                  |
| ИСК | Исключён из протокола соревнований                                 |
| ТТ | Заявлен для участия только в тренировках                           |
| НС | Участвовал в квалификации, но не стартовал в гонке                 |
| Т | Травмирован или болен                                              |
| ОТК | Отказ от участия                                                   |
| НТР | Прибыл на соревнования, но на трассу не выезжал                    |
| НПР | Был заявлен в числе участников, но не прибыл к началу соревнований |
| О | Соревнования отменены                                              |
| | Не участвовал                                                      |
| Поул-позиция |                                                                    |
| Быстрый круг |                                                                    |

### Результаты по годам
| Сезон | Гоночная серия                  | Команда                              | Гонок | Побед | Поулов | Быстрых кругов | Подиумов | Очков | Результат |
| ----- | ------------------------------- | ------------------------------------ | ----- | ----- | ------ | -------------- | -------- | ----- | --------- |
| 2003  | Британская Формула-Форд         |                                      | 12    | 1     | —      | —              | 4        | —     | 4         |
| 2004  | Британская Формула-Рено         |                                      | 20    | —     | —      | —              | —        | —     | 5         |
| 2005  | Британский чемпионат GT         |                                      | 4     | —     | —      | —              | —        | —     | 5         |
| 2006  | Европейский чемпионат FIA GT3   | Tech9 Motorsport                     | 10    | 3     | —      | —              | 7        | 54    | 1         |
| 2007  | Чемпионат FIA GT (GT2)          | Tech9 Motorsport                     | 10    | 0     | —      | —              | 1        | 24.5  | 15        |
| 2008  | Суперкубок Порше                | Konrad Motorsport                    | 11    | 2     | —      | —              | 4        | 96    | 5         |
| 2008  | Чемпионат FIA GT (Citation Cup) | ARC Bratislava                       | 2     | 0     | 0      | 0              | 0        | 0     |           |
| 2009  | Европейский чемпионат FIA GT3   | Mühlner Motorsport Trackspeed Racing | 4     | 0     | 0      | —              | —        | 1     | 56        |
| 2009  | Европейская серия Ле-Ман        | ARC Bratislava                       | 1     | 0     | 0      | —              | —        | —     | —         |
| 2010  | Суперкубок Порше                | Team Abu Dhabi by tolimit            | 10    | 1     | 1      | —              | 3        | 95    | 6         |
| 2010  | Немецкий кубок Порше            | Team Deutsche Post by tolimit        | 7     | 0     | 0      | —              | 1        | 68    | 8         |
| 2011  | Суперкубок Порше                | Team Abu Dhabi by tolimit            | 11    | 1     | 1      | —              | 4        | 140   | 4         |
| 2011  | Немецкий кубок Порше            | Team Deutsche Post by tolimit        | 9     | 2     | 1      | —              | 6        | 130   | 2         |
| 2011  | Американская серия Ле-Ман       | NGT Motorsport                       | 2     | 0     | 1      | 1              | 2        | 41    | 13        |
| 2012  | Суперкубок Порше                | Konrad Motorsport                    | 10    | 1     | 1      | —              | 5        | 107   | 5         |
| 2012  | Немецкий кубок Порше            | Team Deutsche Post by tolimit        | 17    | 5     | 8      | —              | 11       | 233   | 2         |
| 2012  | Американская серия Ле-Ман       | MOMO NGT Motorsport                  | 1     | 0     | 1      | 1              | 0        | 6     | 31        |
| 2012  | Rolex Sports Car Series         | MOMO NGT Motorsport                  | 1     | —     | —      | —              | —        | —     | 105       |

### Результаты в Суперкубке Порше
| Год  | Команда                    | 1      | 2      | 3      | 4        | 5      | 6        | 7      | 8       | 9        | 10      | 11    | Место | Очки |
| ---- | -------------------------- | ------ | ------ | ------ | -------- | ------ | -------- | ------ | ------- | -------- | ------- | ----- | ----- | ---- |
| 2008 | Konrad Motorsport          | БАХ 13 | БАХ 11 | ИСП 12 | ТУР Сход | МОН 3  | ФРА 13   | ВЕЛ 1  | ГЕР 10  | ВЕН 27   | ЕВР 2   | БЕЛ 1 | 5     | 96   |
| 2010 | Team Abu Dhabi by Tolimit  | БАХ 8  | БАХ 15 | ИСП 12 | МОН 10   | ТУР 5  | ВЕЛ 12   | ГЕР 19 | ВЕН 2   | БЕЛ 1    | ИТА 2   |       | 6     | 95   |
| 2011 | Team Abu Dhabi by Tolimit  | ТУР 4  | ИСП 1  | МОН 3  | ННШ 4    | ВЕЛ 10 | ГЕР 3    | ВЕН 3  | БЕЛ 6   | ИТА Сход | АБУ 6   | АБУ 4 | 4     | 140  |
| 2012 | Konrad Motorsport          | БАХ 2  | БАХ 14 | МОН 1  | ЕВР 2    | ВЕЛ 3  | ГЕР Сход | ВЕН 3  | ВЕН ДСК | БЕЛ 5    | ИТА ДСК |       | 5     | 107  |
| 2013 | Team Allyouneed by Project | ИСП 1  | МОН 1  | ВЕЛ 4  | ГЕР 4    | ВЕН 1  | БЕЛ 2    | ИТА 5  | АБУ —   | АБУ —    |         |       | 2     | 118  |

### Результаты в гонке «24 часа Спа»
| Год  | Команда          | Напарники                   | Автомобиль          | Класс | Кругов | Позиция в общем зачете | Позиция в классе |
| ---- | ---------------- | --------------------------- | ------------------- | ----- | ------ | ---------------------- | ---------------- |
| 2007 | Tech9 Motorsport | Саша Массен Леонид Мащицкий | Porsche 997 GT3-RSR | GT2   | 501    | 11                     | 3                |

### Результаты в гонке «24 часа Ле-Мана»
| Год  | Команда              | Напарники                         | Автомобиль          | Класс  | Кругов | Позиция в общем зачете | Позиция в классе |
| ---- | -------------------- | --------------------------------- | ------------------- | ------ | ------ | ---------------------- | ---------------- |
| 2012 | Prospeed Competition | Абдулазиз аль-Файсал Кёртис, Брет | Porsche 997 GT3-RSR | GTE Am | 180    | НФ                     | НФ               |

### Результаты в гонке «24 часа Дубая»
| Год  | Класс  | Номер | Автомобиль                                     | Команда                        | Напарники                                        | Кругов | Позиция в общем зачете | Позиция в классе |
| ---- | ------ | ----- | ---------------------------------------------- | ------------------------------ | ------------------------------------------------ | ------ | ---------------------- | ---------------- |
| 2010 | A6     | 4     | Porsche 997 GT3 RSR Porsche 4.0L Flat-6        | ARC Bratislava                 | Миро Конопка Оливер Морли Рихадр Кфёрньек        | 87     | НФ                     | НФ               |
| 2011 | A6     | 18    | Porsche 997 GT3 R Porsche 4.0L Flat-6          | tolimit arabia                 | Халед аль-Кубайси Йерун Блекемолен Саша Массен   | 583    | 4                      | 4                |
| 2012 | A6     | 3     | Mercedes-Benz SLS AMG GT3 Mercedes-AMG 6.3L V8 | Team Abu Dhabi by Black Falcon | Халед аль-Кубайси Йерун Блекемолен Томас Йегер   | 628    | 1                      | 1                |
| 2013 | A6-Pro | 1     | Mercedes-Benz SLS AMG GT3 Mercedes-AMG 6.3L V8 | Team Abu Dhabi by Black Falcon | Халед аль-Кубайси Йерун Блекемолен Бернд Шнайдер | 600    | 1                      | 1                |

### Результаты в гонке «24 часа Нюрбургринга»
| Год  | Класс | Номер | Шины | Автомобиль                                     | Команда      | Напарники                                  | Круги | Позиция в общем зачёте | Позиция в классе |
| ---- | ----- | ----- | ---- | ---------------------------------------------- | ------------ | ------------------------------------------ | ----- | ---------------------- | ---------------- |
| 2012 | SP9   | 15    | D    | Mercedes-Benz SLS AMG GT3 Mercedes-AMG 6.3L V8 | Black Falcon | Йерун Блекемолен Мануэль Метцер Ральф Шалл | 4     | НФ                     | НФ               |
| 2013 | SP9   | 9     | D    | Mercedes-Benz SLS AMG GT3 Mercedes-AMG 6.3L V8 | Black Falcon | Бернд Шнайдер Йерун Блекемолен Ники Тим    | 88    | 1                      | 1                |